# 泉 (安格尔)
泉是法国画家让·奥古斯特·多米尼克·安格尔于1856年创作的一幅油画。现藏于法国巴黎的奧塞博物館。画家1820年在佛罗伦萨时就开始绘制这幅作品了，直到1856年76岁时才完成。
画中少女全裸伫立，手捧水罐。朝下的罐口流淌着清水。少女的身体丰满细润，面容悠闲端庄，处处散发着青春的气息和生命的活力。